# Ingstrup (parochie)
Ingstrup is een parochie van de Deense Volkskerk in de Deense gemeente Jammerbugt. De parochie maakt deel uit van het bisdom Aalborg en telt 682 kerkleden op een bevolking van 795 (2004).
Historisch was de parochie deel van de herred Hvetbo.In 1970 werd de gemeente opgenomen in de nieuwe gemeente Pandrup, die in 2007 opging in de gemeente Jammerbugt.
Aaby · Alstrup · Bejstrup · Biersted · Brovst · Fjerritslev · Gjøl · Gøttrup · Haverslev · Hjortdal · Hune · Ingstrup · Jetsmark · Kettrup · Klim · Koldmose · Kollerup · Langeslund · Lerup · Øland · Øster Svenstrup · Saltum · Skræm · Torslev · Tranum · Vedsted · Vester Hjermitslev · Vester Torup · Vust